# Emeringen
Emeringen è un comune tedesco di 141 abitanti, situato nel land del Baden-Württemberg.